# Ann Beattie
Ann Beattie född 8 september 1947 i Washington D.C., är en amerikansk författare som i sina noveller och romaner med ett minimalistiskt språk skildrar moderna människors känslor av främlingskap. 
Beattie växte upp i Chevy Chase, Maryland. Hon studerade vid University of Connecticut, och det är New England-områdets kulturelit som utgör bakgrunden i en del av hennes böcker. Under det tidiga 1970-talet skrev hon noveller som publicerades i tidningarna The Western Humanities Review, Ninth Letter, Atlantic Monthly, och The New Yorker. 
1976 publicerade hon sin första novellsamling, Distortions, och sin första roman, Chilly Scenes of Winter. Dessa böcker skildrar bland annat 1960-talets unga idealisters senare desillusionering. Love always (1985), är en skarp kritik av de rikas tomma livsstil och i Picturing Will (1990), där hon använder ett fotografiskt bildspråk, beskriver hon en modern familj som kännetecknas av upplösning och egoistisk karriärism. Hon har varit lärare vid Harvard College och the University of Connecticut och är nu lärare vid University of Virginia. 2005 vann hon det litterära priset Rea Award for the Short Story.
Hennes första roman, Chilly Scenes of Winter (1976), filmatiserades 1979. 
Hon är gift med konstnären Lincoln Perry. Hon har tidigare varit gift med författaren David Gates.

### Novellsamlingar
- Distortions (1976); ISBN 0679732357
- Secrets and Surprises (1978); ISBN 0679731938
- The Burning House (1982); ISBN 067976500X
- What Was Mine (1991); ISBN 0517105411
- Where You’ll Find Me and Other Stories (1993); ISBN 074322678X
- Park City (1998); ISBN 0679781331
- Perfect Recall (2000); ISBN 0743211707
- Follies: New Stories (2005); ISBN 0743269624

### Romaner
- Chilly Scenes of Winter (1976); ISBN 0679732349
- Falling in Place (1981); ISBN 067973192X
- Love Always (1986); ISBN 0394744187
- Picturing Will (1990); ISBN 051708094X
- Another You (1995); ISBN 0517173867
- My Life, Starring Dara Falcon (1997); ISBN 0517289199
- The Doctor's House (2002); ISBN 0743235010